# Габбард (округ Додж, Вісконсин)
Габбард (англ. Hubbard) — місто (англ. town) в США, в окрузі Додж штату Вісконсин. Населення — 1772 особи (2020).

## Демографія
Згідно з переписом 2010 року, у місті мешкали 1774 особи в 690 домогосподарствах у складі 523 родин. Було 873 помешкання
Расовий склад населення:
| - 97,7 % — білих - 0,8 % — азіатів - 0,3 % — корінних американців - 0,1 % — чорних або афроамериканців |

До двох чи більше рас належало 0,6 %. Частка іспаномовних становила 1,6 % від усіх жителів.
За віковим діапазоном населення розподілялося таким чином: 22,2 % — особи молодші 18 років, 62,6 % — особи у віці 18—64 років, 15,2 % — особи у віці 65 років та старші. Медіана віку мешканця становила 45,0 року. На 100 осіб жіночої статі у місті припадало 106,8 чоловіків;  на 100 жінок у віці від 18 років та старших — 109,6 чоловіків також старших 18 років.
Середній дохід на одне домашнє господарство  становив 84 944 долари США (медіана — 74 250), а середній дохід на одну сім'ю — 94 330 доларів (медіана — 81 296). Медіана доходів становила 53 533 долари для чоловіків та 43 000 доларів для жінок. За межею бідності перебувало 2,3 % осіб, у тому числі 0,0 % дітей у віці до 18 років та 4,4 % осіб у віці 65 років та старших.
Цивільне працевлаштоване населення становило 966 осіб. Основні галузі зайнятості: виробництво — 31,2 %, освіта, охорона здоров'я та соціальна допомога — 14,2 %, будівництво — 9,7 %, фінанси, страхування та нерухомість — 7,2 %.